# Carl Martin
Carl Roland Martin, född den 17 oktober 1843 i Stockholm, död den 19 november 1925 i Uppsala, var en svensk teolog och präst.
Martin blev student vid Uppsala universitet 1862, filosofie doktor 1869, prästvigd 1871 och komminister i Helga Trefaldighets församling i Uppsala 1872, utnämndes 1878 till kyrkoherde i Össeby-Garn, vilket pastorat han tillträdde först 1882, blev 1883 assistent vid teologiska fakulteten i Uppsala samt var 1901-09 professor i pastoralteologi där och kyrkoherde i Gamla Uppsala församling. 
Det för Martins av stark självständighet präglade åskådning mest utmärkande var den stora betydelse han för klargörandet av den andliga verkligheten tillmätte användandet av bilder, genom vilka den djupa motsvarigheten mellan naturens och andens värld kommer till synes ("typologisk metod"). Genom detta förfaringssätt avsåg han också att vid predikan och kristendomsundervisning vinna ökad åskådlighet.
Denna självständiga åskådning har fått senare forskning att beteckna Martin som en ”apart företrädare” för pastoralteologin. Genom hans funktion som assistent vid teologiska fakultetens praktiska avdelning i Uppsala kunde han under nästan tre decennier från 1882 sätta sin prägel på den praktiska prästutbildningen. Mot bakgrund av Martins inflytande fick den en helt annan inriktning än den praktiska prästutbildningen i Lund som med avseende på praktisk teologi och pastoralteologi sköttes av professorn Olof Holmström, som representerade den normalteologi för Svenska kyrkan som hade sin grund i lundahögkyrkligheten. Martins avsaknad av en ecklesiologi i modern mening kan ha bidragit till att ett antal präster som var engagerade i den kyrkosyftande församlingsrörelsen, bland andra Josef Källander och Axel Lutteman, från 1905 knöt studenter i Uppsala till det kyrkliga arbetet i Uppsala domkyrkoförsamling. Denna verksamhet låg sedan till grund för studentkorstågen och det som senare kommit att kallas ungkyrkorörelsen.